# 菲律賓眾議院
菲律賓眾議院（英語：House of Representatives of the Philippines）是菲律宾国会的下議院，設有316個議席，現任議長為Martin Romualdez。菲律賓眾議院有80%的議席是地區議席，代表特定的地理區域。政黨比例議席透過政黨名單選舉產生，席次不超過總數的20%。